# Арсент'єв Віталій Вікторович
Віта́лій Ві́кторович Арсе́нт'єв — полковник Збройних сил України.
Станом на березень 2017-го — заступник начальника відділу; підполковник. Станом на травень 2019-го — заступник начальника штабу армійської авіації, Командування сухопутних військ (в/ч А0105). З дружиною та двома дочками проживає у Києві.

## Нагороди
За особисту мужність і героїзм, виявлені у захисті державного суверенітету та територіальної цілісності України, вірність військовій присязі під час російсько-української війни
- нагороджений орденом Богдана Хмельницького III ступеня (9.4.2015).